# 藤原時姫
藤原 時姫（ふじわら の ときひめ、生年不詳 - 天元3年1月15日（980年2月4日））は、平安時代中期の女性。摂津守藤原中正の娘。摂政太政大臣・藤原兼家の正室、一条・三条両天皇の祖母。贈正一位。

## 略歴
藤原兼家に嫁いで藤原道隆・道兼・道長・超子・詮子らを生むが、夫の兼家が摂政になる前に死去した。孫の一条天皇の即位後の永延元年（987年）に正一位を贈位された。また、中級官人であった兄の藤原安親も天皇の外戚として参議に任じられて公卿に列した。
また、兼家の妻の1人であった藤原道綱母の『蜻蛉日記』には、直接名指しされないものの、時姫と推測される女性が登場し、作者がライバル意識を抱いている描写が存在している。後に時姫とその子供達が兼家の邸宅東三条殿に招かれた事も書かれている。
時姫は土御門大路北・西洞院大路東の1町に邸宅を持っており（中正から継いだものか）、時姫の子供たちはここで育ったと考えられている（野口孝子は後の道長の本邸となる土御門殿と区別するために「土御門・西洞院邸」と呼称している）。ただし、時姫の没後は兼家の正妻の代わりを務めることになった対御方（藤原国章の娘）と彼女が生んだ綏子がここに入っており、最終的には兼家が寵愛する外孫居貞親王（超子の息子、後の三条天皇）に入内した綏子に与えられて「土御門内侍」とも呼ばれるようになった。
ただし、道長ら兄弟の生母を兼家の側室の1人であった安親の娘（時姫の姪）とする異説もあるが、安親と時姫の長男とされる道隆の年齢差（31歳）を考慮すると、両者は伯父・甥の関係として、道隆らを時姫所生とするのが妥当とする反論がある。また、没日についても、1月21日とする説もあるなど、夫や子供の出世以前に没したために詳細な伝記については不明な部分が多い。